# Notre dame (film 2019)
Notre dame è un film del 2019 diretto da Valérie Donzelli.

## Trama
Maud Crayon lavora in uno studio di architettura gestito da un capo tirannico. Ha due figli e non riesce a chiudere completamente la relazione col suo ex-marito Martial. Il modello da lei realizzato per sviluppare la piazza di fronte alla cattedrale di Notre-Dame de Paris vince inaspettatamente il concorso. Intanto, scopre di essere di nuovo incinta di Martial. Bacchus Renard, suo ex amante e giornalista, segue il cantiere con il suo collega Didier e cerca di sedurla. Tuttavia, il suo progetto comincia ad assomigliare a un enorme pene, scatenando uno scandalo che la trascina in tribunale. Il suo avvocato muore e Bacchus finge di essere un avvocato e per questo viene arrestato. Perde la causa e il progetto viene cancellato. Maud riesce a sbarazzarsi del suo ex marito e, dopo la nascita del suo bambino, avvia un piccolo studio tutto suo e comincia una storia d'amore con Bacchus, quando quest'ultimo viene rilasciato.

## Distribuzione
Il film è uscito nelle sale francesi il 18 dicembre 2019.